# 辺心距離

正六角形の中心垂線

外接円の半径が 1 の正 n-角形の、一辺の長さ s; 辺心距離 a; 面積 A を表したグラフ。同じ面積を持つ矩形の底辺の長さを b として、緑の線は n = 6 の場合を示す

初等幾何学における正多角形の辺心距離（へんしんきょり、英: apothem）は、その正多角形の中心と各辺の中点を結ぶ線分あるいは同じことだが、中心から各辺へ下ろした垂線 (apothem; 中心垂線、心垂線) の長さを言う。多角形が心垂線を持つのは、正多角形の場合に限られるから、ひとつの多角形における心垂線はすべて互いに合同である。
正多角錐は、その底面が正多角形であるような角錐であるが、その底面正多角形の辺心距離は側面の斜高（つまり、頭頂点 (apex) から考えたい面の底辺への最短距離）である。截頭多角錐（正多角錐を底面と平行な平面で截断して頭頂点を含む部分を取り除いたもの）の場合、底面多角形の辺心距離は台形側面の高さになる。
正三角形の場合、定義によりいくつもの異なる心（外心、内心、重心、垂心など）が一致するから、各辺の中点からそれら中心を結んだ線として心垂線を定義しても同じことである。

## 性質
辺心距離 a から、一辺の長さ s の任意の正 n-角形の面積 A が、公式 {\displaystyle A={\frac {nsa}{2}}={\frac {pa}{2}}} に従って計算できる。周長 p が p = ns で求められることに注意すれば、この面積は辺心距離と半周長との積 a⋅p/2 に等しいとも述べられる。この公式は、正 n 角形を n 個の互いに合同な二等辺三角形に分割すれば求められる（このとき、各二等辺三角形の高さは辺心距離にほかならないことに注意する）。
正多角形の辺心距離は、その正多角形に内接する円の半径（内半径）に常に等しい。これはまた、正多角形の中心から任意の辺までの間の最短距離である。この性質を使って円の面積公式を容易に導出することもできる—辺の数を無限大に飛ばすとき、正多角形の面積は半径 r = a の内接円の面積に近づくから、円の面積 A は {\displaystyle A={\frac {pa}{2}}={\frac {(2\pi r)r}{2}}=\pi r^{2}} となる。

## 求長
正多角形の辺心距離の計算方法はいくつも知られている。
一辺の長さ s の正 n-角形の辺心距離 a および外半径 R は公式 {\displaystyle a={\frac {s}{2\tan({\frac {\pi }{n}})}}=R\cos {\Bigl (}{\frac {\pi }{n}}{\Bigr )}} で求められる。あるいは {\displaystyle a={\frac {s}{2}}\tan \!{\Big (}{\frac {\pi (n-2)}{2n}}{\Bigr )}} でも辺心距離は求まる。
正多角形の一辺の長さ s は辺の数 n と周長 p によって s = p⁄n と表されるから、上記の公式を p と n を使った式に直すこともできる。